# Ivan Cerioli
Ivan Cerioli (ur. 26 stycznia 1971 w Codogno) – włoski kolarz torowy i szosowy, brązowy medalista torowych mistrzostw świata.

## Kariera
Największym sukcesem w karierze Ivana Cerioliego jest zdobycie wspólnie z Marco Villą, Giovannim Lombardim i Davidem Solarim brązowego medalu w drużynowym wyścigu na dochodzenie podczas mistrzostw świata w Lyonie w 1989 roku. W 1996 roku zajął trzecie miejsce w dwóch etapach Vuelta a Andalucía oraz zajął 121. pozycję w klasyfikacji generalnej Tour de France. W 1992 roku wystąpił na igrzyskach olimpijskich w Barcelonie, gdzie wraz z kolegami był czwarty w drużynowym wyścigu na dochodzenie, w którym Włosi przegrali walkę o podium z Duńczykami.